# Pyreen
Pyreen is een polycyclische aromatische koolwaterstof die in geringe hoeveelheden voorkomt in koolteer. Het werd voor het eerst gesynthetiseerd door Auguste Laurent. Het is een kleurloze vaste stof die van nature aanwezig is in steenkool en in het residu van de onvolledige verbranding van organische verbindingen, waar het onder de meest uiteenlopende omstandigheden wordt gevormd: auto's produceren ongeveer 1 µg / km. Het werd voor het eerst geïsoleerd uit teer, waar het in een concentratie van 2% aanwezig is. 
Hoewel minder gevaarlijk dan benzopyreen, is aangetoond dat pyreen giftig is voor de nieren en de lever. Deze verbinding wordt door de League Against Cancer vermeld als een van de giftige stoffen in sigarettenrook. Pyreen is schadelijk voor de gezondheid. Het is ook een endocriene verstoorder en een kankerverwekkende stof en wordt door de huid opgenomen. Het is bovendien irriterend voor de huid, vermoedelijk mutageen en een twijfelachtige tumorveroorzaker. Werknemers die werden blootgesteld aan 3 tot 5 mg/m³ pyreen vertoonden teratogene effecten. De OSHA heeft een "Permissible Exposure Limit" vastgesteld van 0,2 mg/m³ over een blootstellingsduur van 8 uur. De NIOSH heeft een "Recommended Exposure Limit" vastgelegd van 0,1 mg/m³ over een blootstellingsperiode van 10 uur.
Het is ook bekend dat pyreen verschillende levende functies in vissen en algen beïnvloedt. De biologische afbraak ervan is uitgebreid onderzocht. Het proces begint met dihydroxylering bij elk van de twee soorten CH = CH-bindingen. Experimenten bij varkens tonen aan dat 1-hydroxypyreen in de urine een metaboliet is van pyreen, wanneer het oraal wordt toegediend.
Pyreen wordt gebruikt voor de synthese van kleurstoffen en pigmenten, onder meer pyranine. Pyreen kan worden omgezet in naftaleen-1,4,5,8-tetracarbonzuur, dat de voorloper is van kleurstoffen en pigmenten uit de perinonen. Pyreen wordt dus industrieel gebruikt bij de vervaardiging van kleurstoffen, maar ook bij de synthese van optische verbindingen die worden gebruikt voor hun glans, en als additief in elektrische isolatieoliën. Het vertoont fluorescentie die wordt bepaald door de solvatatieomgeving, waardoor het een nauwkeurige moleculaire sonde is voor het bepalen van de aard van een oplosmiddel.